# ZX Microdrive

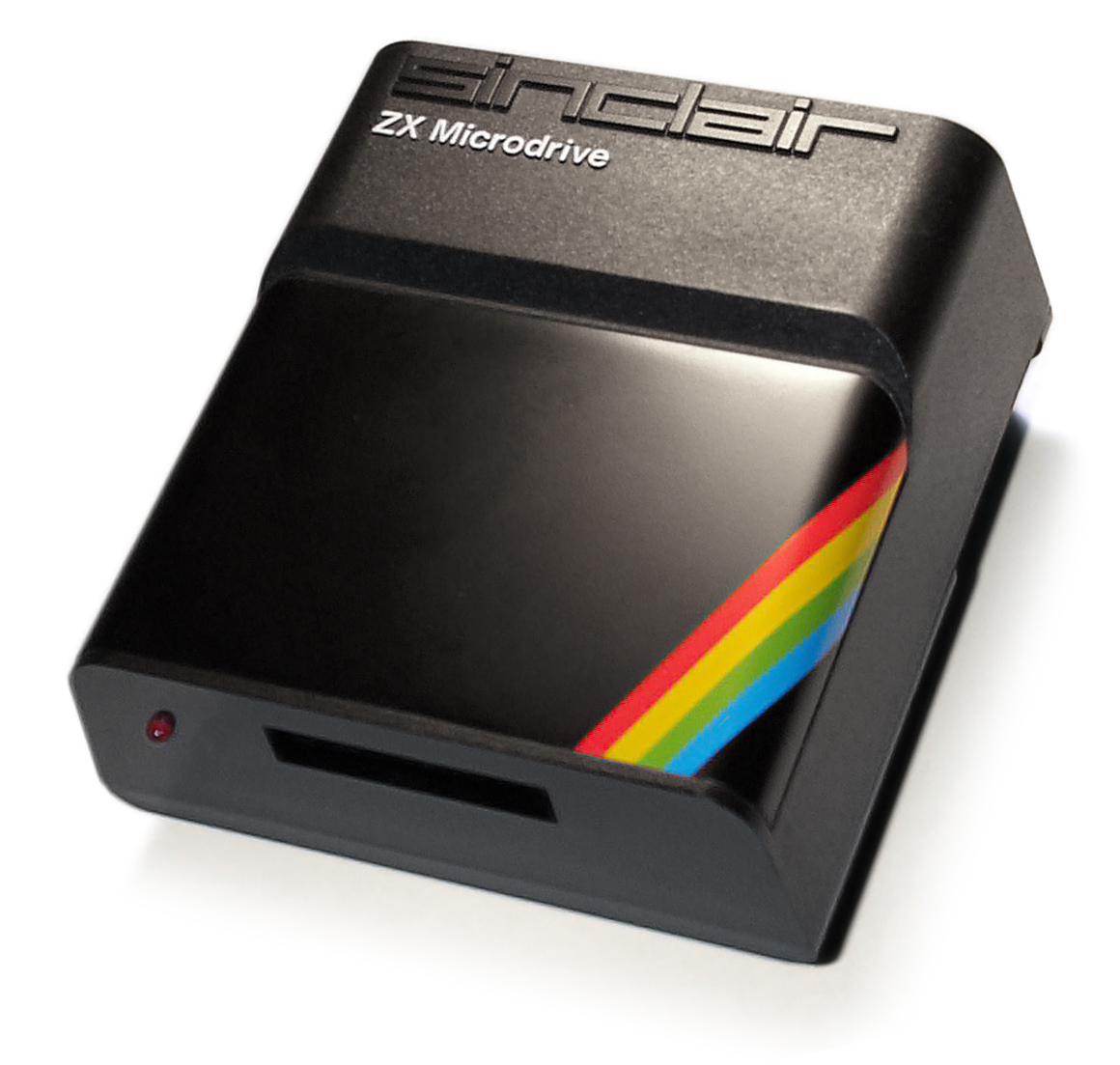
ZX Microdrive

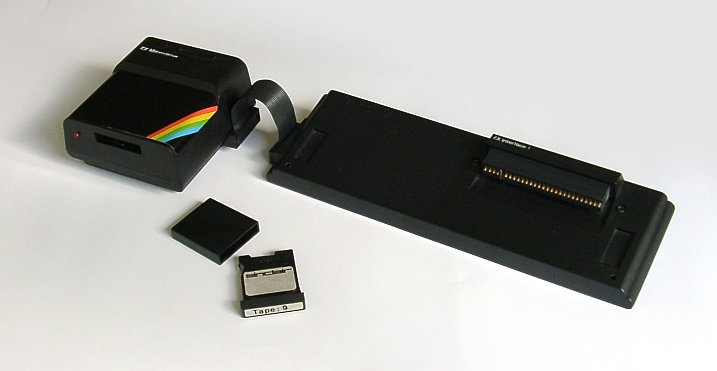
ZX Interface 1 и ZX Microdrive

ZX Microdrive — оригинальный стример (накопитель на магнитной ленте), используемый компанией Sinclair Research в своих компьютерах.
Микродрайв был разработан в 1983 году для компьютера ZX Spectrum, как дешёвый аналог дисковода. Сам накопитель был сравнительно дёшев (49,95 фунтов в начале продаж), но для его использования нужен был модуль ZX Interface 1; комплект из Interface 1 с Microdrive стоил уже 79,95 фунтов. Позже, в марте 1985 года предлагался комплект по цене в 99,95 фунтов: Interface 1, Microdrive, пустой картридж и несколько картриджей с программами Tasword II, Masterfile, Games Designer и игрой Ant Attack.
Компьютер Sinclair QL имел сразу два встроенных микродрайва.

## Картриджи

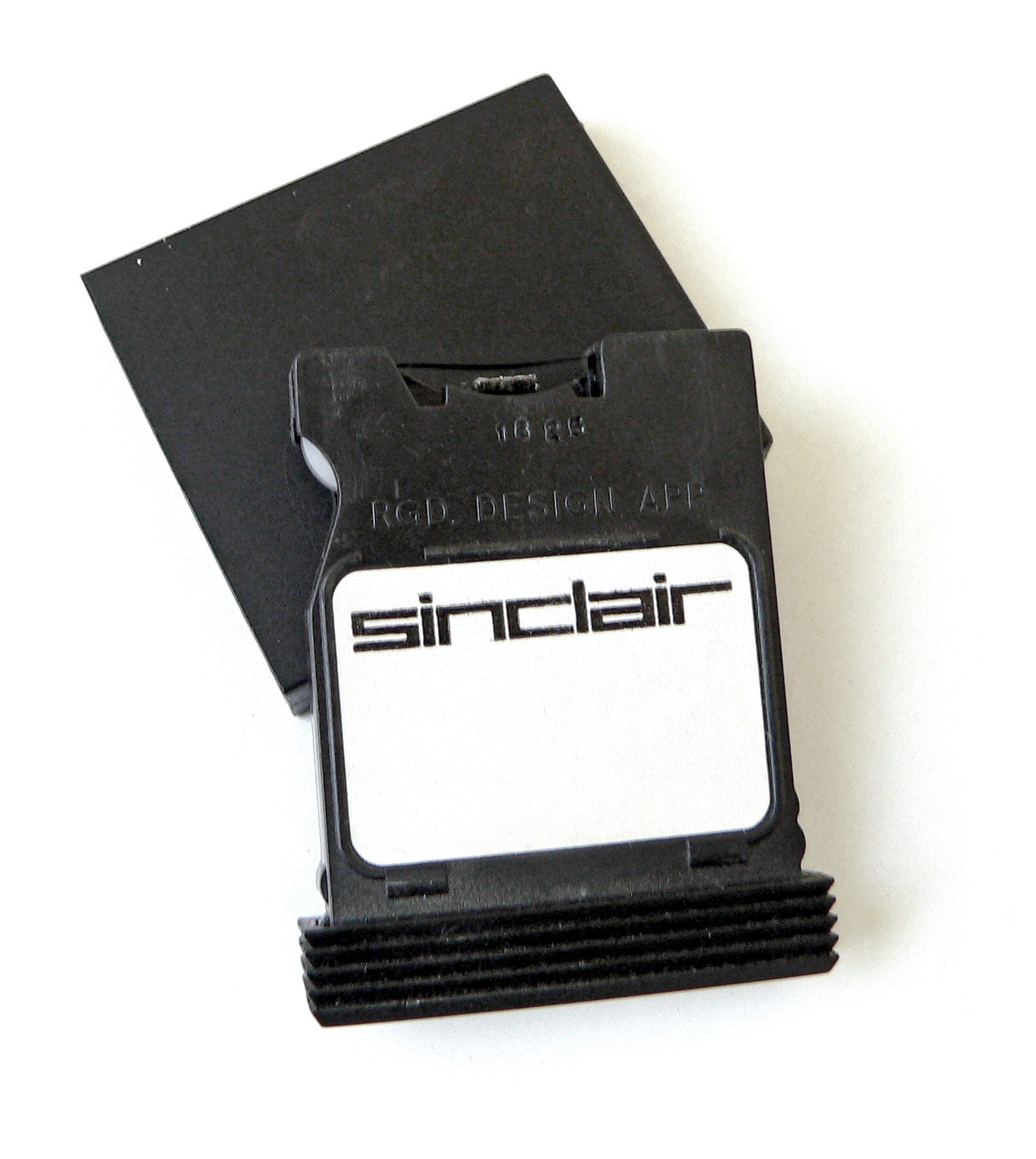
Картридж

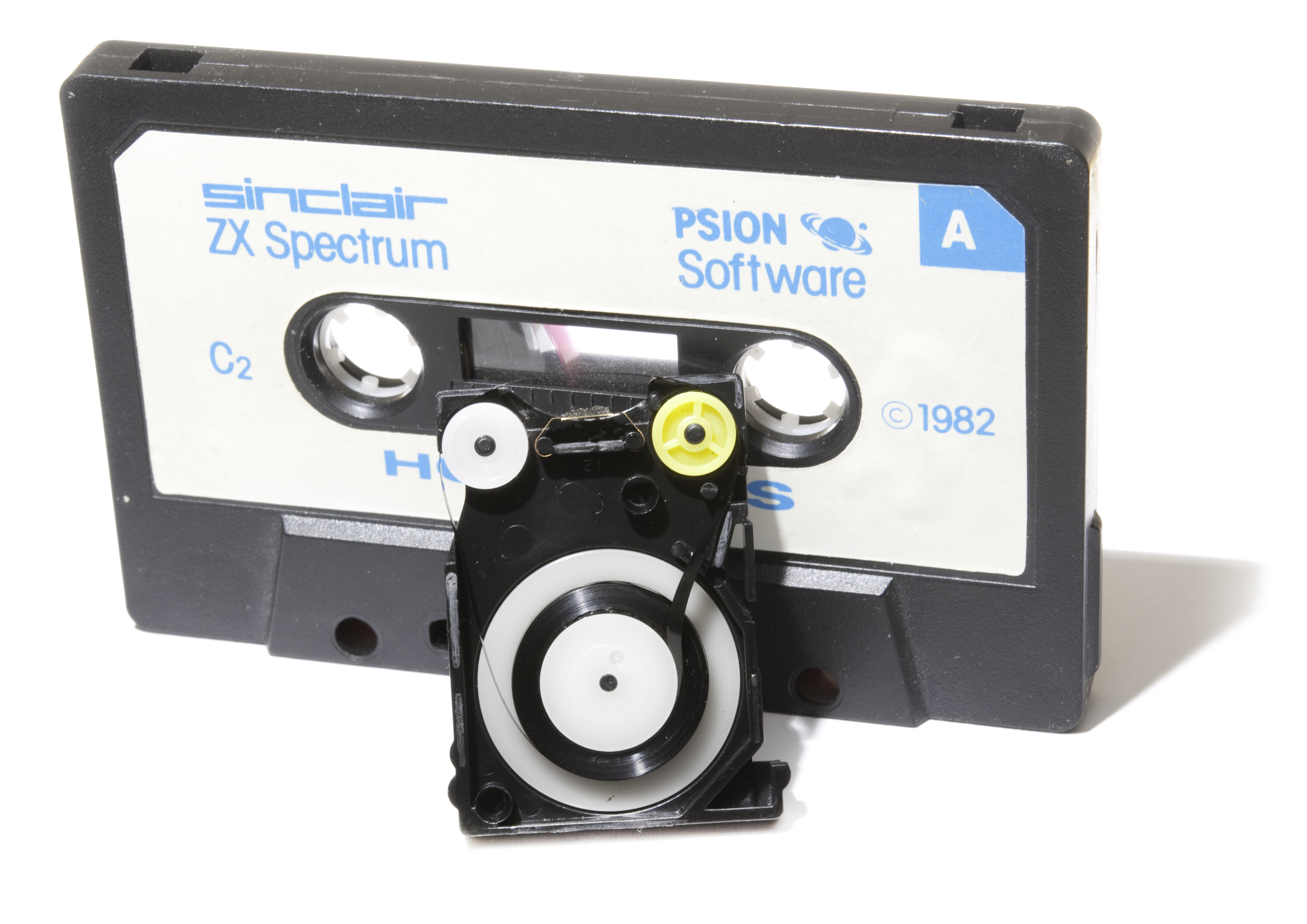
Картридж в сравнении с кассетой

Картриджи (кассеты) микродрайва имеют размер 44×34×8 миллиметров и содержат 5 метров магнитной ленты шириной 1,9 мм, соединённой в кольцо. Лента протягивается со скоростью 76 сантиметров в секунду, проходя полный цикл за 8 секунд. Скорость чтения данных составляет 15 килобайт в секунду. Картридж имеет объём до 85 килобайт, зависящий от состояния магнитной ленты и скорости протяжки ленты.

## Технические особенности
Устройство представляет собой сменный картридж с закольцованной, «бесконечной» магнитной лентой. При работе с данным устройством создаётся впечатление, что работаешь с дисководом. Одновременно допускается подключение до восьми микродрайвов. Ёмкость одного микродрайва примерно 100 килобайт.
Для управления микродрайвом в интерпретатор Sinclair BASIC были добавлены специальные распоряжения: OPEN#, CLOSE#, ERASE, CAT, FORMAT, MOVE — которые уже не являются командами языка Бейсик, а считаются командами операционной системы, функции которой по совместительству выполняет интерпретатор Sinclair BASIC.
В связи с тем, что после включения и запуска из ПЗУ, без загрузки с дискеты или дополнительного ПЗУ и прочих устройств, команды Sinclair BASIC могли выполняться сразу же, без ввода многострочной программы Бейсика, последовательность команд OPEN#n и CAT была аналогична командам ОС вывода содержимого микродрайва № n, то есть DOS-команде DIR <L>: или командам <L>:, DIR \.
При отключённом микродрайве данные команды игнорируются (кроме OPEN# и CLOSE#), однако часть ОЗУ используется микродрайвом как план дополнительной памяти. При этом создаётся новый канал — «М» (только для компьютеров с TR-DOS и Interface I), и часть памяти резервируется под новые системные переменные.